# Nymphidium nivea
Nymphidium nivea är en fjärilsart som beskrevs av Talbot 1928. Nymphidium nivea ingår i släktet Nymphidium och familjen Riodinidae. Inga underarter finns listade i Catalogue of Life.